# Energia nucleare in Slovenia
Nel 2011 l'energia nucleare in Slovenia ha generato il 41,7% dell'energia elettrica prodotta in totale nel Paese.
A marzo 2010, è presente in questa nazione 1 centrale nucleare in funzione che dispone di 1 reattore operativo di tipo PWR da 666 MW.
Non vi sono centrali nucleari chiuse.

## Storia
La Slovenia ha un reattore PWR Westinghouse da 666 MWe, presso la centrale nucleare di Krško, è in proprietà comune con la Croazia tramite la società NEK. Questo reattore ad acqua pressurizzata è stato il primo reattore occidentale ad essere costruito nell'Europa orientale. La costruzione è iniziata nel 1975 ed è stato collegato alla rete nel 1981, entrando in esercizio commerciale nel 1983. Nel 2001 i suoi generatori di vapore sono stati sostituiti e la potenza è stata aumentata fino agli attuali 666 MW. La sua vita operativa è stata progettata per essere di 40 anni, ma una proroga di 20 anni le viene richiesto.

## Programma nucleare futuro
Nel corso del 2007 è stato deciso di costruire una seconda centrale nucleare, ultimamente però si sta pensando di espandere il sito di Krško tramite la costruzione di un secondo reattore, la cui potenza potrebbe essere fino a 1600 MW, il costo preventivato è di circa 5 miliardi di € e l'impianto completato fra il 2020 ed il 2025, il governo deciderà in merito al nuovo reattore nel corso del 2010. Per l'espansione del sito di Krško si prospetta anche l'ipotesi di una partecipazione italiana per la costruzione e la proprietà, ipotesi che si rincorrono fra aperture e smentite.

## Reattori di ricerca
La Slovenia possiede un reattore TRIGA da 250 kW presso l'istituto Josef Stefan, operativo dal 1966.

## Gestione dei rifiuti e depositi geologici
Tutti i rifiuti sono conservati presso la centrale di Krško, la strategia per la gestione a lungo termine del combustibile esausto approvata nel 1996 raccomanda il suo smaltimento diretto, ma lascia aperta la possibilità di una decisione successiva inerente al riprocessamento. Un deposito permanente per i rifiuti di medio e basso livello è in costruzione a Vrbina e dovrebbe essere aperto nel 2013; questo sito è stato selezionato dopo 5 anni di studi ed è previsto una compensazione per le popolazioni coinvolte di 5 milioni€ all'anno. Il sito sarà costituita da due silos di che conterranno 9.400 m³ di materiale, sufficienti per la quota slovena dei rifiuti di Krško più altri materiali da smaltire.

## Produzione di uranio
La Slovenia non è un produttore di uranio, benché lo sia stato in passato, con 820t totali di metallo estratte. Ha modeste risorse uranifere, quantificate in 5500t di Uranio a <130$/kg nel "Red Book" del 2007.

## Centrali nucleari
Tutti i dati della tabella sono aggiornati a giugno 2010
| Reattori operativi |                    |            |                    |                         |                        |                        |
| Centrale | Potenza netta (MW) | 'Tipologia | Inizio costruzione | Allacciamento alla rete | Produzione commerciale | Dismissione (prevista) |
| Krško | 666                | PWR        | 30 marzo 1975      | 11 settembre 1981       | 1º gennaio 1983        | 2023                   |
| Totale: 1 reattori per complessivi 666 MW |                    |            |                    |                         |                        |                        |
| 'Reattori pianificati ed in fase di proposta |                    |            |                    |                         |                        |                        |
| Totale programmati: 0 reattori per complessivi 0 MW Totale proposti: 1 reattori per 1.000 MW                                                                        |                    |            |                    |                         |                        |                        |
| Reattori dismessi |                    |            |                    |                         |                        |                        |
| Nessuno |                    |            |                    |                         |                        |                        |
| NOTE: - La normativa in vigore prevede la possibilità di sostituzione e/o aumento del parco reattori al termine del ciclo vitale degli impianti ancora in funzione. |                    |            |                    |                         |                        |                        |